# Meridià 97 a l'est
El meridià 97 a l'est de Greenwich és una línia de longitud que s'estén des del pol Nord travessant l'oceà Àrtic, Àsia, l'oceà Índic, l'oceà Antàrtic i l'Antàrtida fins al pol Sud.
El meridià 97 a l'est forma un cercle màxim amb el meridià 83 a l'oest. Com tots els altres meridians, la seva longitud correspon a una semicircumferència terrestre, uns 20.003,972 km. Al nivell de l'Equador, és a una distància del meridià de Greenwich de 10.798 km.

## De Pol a Pol
Començant en el pol Nord i dirigint-se cap al pol Sud, aquest meridià travessa:
| Coordenades                             | País, territori o mar        | Notes |
| --------------------------------------- | ---------------------------- | --- |
| 90° 0′ N, 97° 0′ E / 90.000°N,97.000°E  | Oceà Àrtic                   | |
| 80° 53′ N, 97° 0′ E / 80.883°N,97.000°E | Rússia                       | Krai de Krasnoiarsk — Illa Komsomólets, illa de la Revolució d'Octubre, Terra del Nord |
| 78° 56′ N, 97° 0′ E / 78.933°N,97.000°E | Mar de Kara                  | |
| 76° 19′ N, 97° 0′ E / 76.317°N,97.000°E | Rússia                       | Arxipèlag de Nordenskiöld i el continent Óblast d'Irkutsk — fes de 55° 51′ N, 97° 0′ E / 55.850°N,97.000°E Tuvà — des de 53° 40′ N, 97° 0′ E / 53.667°N,97.000°E                                                                                              |
| 49° 55′ N, 97° 0′ E / 49.917°N,97.000°E | Mongòlia                     | |
| 42° 44′ N, 97° 0′ E / 42.733°N,97.000°E | República Popular de la Xina | Gansu Qinghai — des de 39° 11′ N, 97° 0′ E / 39.183°N,97.000°E Tibet — des de 32° 3′ N, 97° 0′ E / 32.050°N,97.000°E |
| 28° 19′ N, 97° 0′ E / 28.317°N,97.000°E | Índia                        | Arunachal Pradesh — reclamat parcialment per República Popular de la Xina |
| 27° 42′ N, 97° 0′ E / 27.700°N,97.000°E | Myanmar (Birmània)           | |
| 27° 19′ N, 97° 0′ E / 27.317°N,97.000°E | Índia                        | Arunachal Pradesh — per uns 19 km |
| 27° 8′ N, 97° 0′ E / 27.133°N,97.000°E  | Myanmar (Birmània)           | |
| 17° 16′ N, 97° 0′ E / 17.267°N,97.000°E | Oceà Índic                   | Mar d'Andaman |
| 5° 15′ N, 97° 0′ E / 5.250°N,97.000°E   | Indonèsia                    | Island of Sumatra |
| 3° 33′ N, 97° 0′ E / 3.550°N,97.000°E   | Oceà Índic                   | passa a l'oest de les illes Banyak, Indonèsia (a 2° 4′ N, 97° 4′ E / 2.067°N,97.067°E) · passa a l'oest de l'illa de Nias, Indonèsia (a 1° 24′ N, 27° 3′ E / 1.400°N,27.050°E) · Passa a l'est de les Illes Cocos (a 12° 9′ S, 96° 56′ E / 12.150°S,96.933°E) |
| 60° 0′ S, 97° 0′ E / 60.000°S,97.000°E  | Oceà Antàrtic                | |
| 65° 10′ S, 97° 0′ E / 65.167°S,97.000°E | Antàrtida                    | Territori Antàrtic Australià, reclamada per Austràlia |